# مارکوس بومه
مارکوس بومه (زاده ۲۵ اوت ۱۹۸۵ در برلین) بازیکن تیم ملی والیبال آلمان است.
بومه به همراه آلمان مدال برنز قهرمانی جهان ۲۰۱۴ را کسب کرد و به همراه کارول کلوس به عنوان بهترین مدافع میانی جام هجدهم انتخاب شد.